# Tiakola
Tiakola, pseudonimo di William Mundala (Bondy, 4 dicembre 1999), è un rapper e cantante francese di origine congolese, ex membro dei 4Keus.

## Biografia
William Mundala nasce a Bondy, e cresce nella città dei 4000, a La Courneve. A 5 anni inizia a giocare a calcio nel Bourget, abbandonando però lo sport all'età di 16 anni. Sin da bambino, William si cimenta nel canto, partecipando al coro della chiesa assieme alle sue sorelle.

## Carriera
Nel 2015 entra a far parte del collettivo rap 4Keus, composto da 7 rapper. Dopo una scissione all'interno del gruppo, nel 2017 arriva il successo con il singolo O'kartier c'est la hess, che ottiene il disco d'oro. Successivamente il gruppo pubblica due album, La vie continue e Vie d'artiste, in cui Tiakola si occupa principalmente dei ritornelli.
Nell'aprile del 2019, Tiakola pubblica il suo primo singolo da solista, intitolato Sombre mélodie, facendosi notare da altri esponenti della scena rap francese. Nei due anni successivi, infatti, collabora con Dadju, Franglish e Gazo. A febbraio 2022 annuncia di aver finito di lavorare al suo primo album in studio, che verrà anticipato dai singoli La clé, M3lo, Si j'savais e Coucher de soleil. Il disco, Mélo, esce il 27 maggio 2022, e comprende collaborazioni con Niska, Gazo, Rsko, Hamza e SDM. Esso viene accolto positivamente dal pubblico e nell'arco di un anno viene certificato doppio disco di platino, ottenendo anche una nomination ai BET Awards 2023. Successivamente compare nel singolo Fleurs di Gazo, che ottiene un notevole successo su TikTok e viene certificato disco di diamante.
Il 1º dicembre 2023 pubblica l'album La melo est gangx, inciso insieme a Gazo, che ottiene il disco d'oro in meno di un mese, divenendo l'album collaborativo più veloce a raggiungere tale certificazione nella storia del rap francese.

## Stile musicale
La musica di Tiakola spazia tra rap, drill e pop, facendo ampio uso delle sue abilità canore. L'artista si è infatti affidato ad un insegnante di canto per affinare la sua tecnica.

## Discografia

### Album in studio
- 2022 – Mélo
- 2023 – La melo est gangx (con Gazo)

### Mixtape
- 2024 – BLDM vol. 1

### Extended play
- 2024 – X

### Singoli
- 2019 – Sombre mélodie
- 2021 – Pousse toi
- 2021 – Étincelle (Maradona)
- 2021 – La clé
- 2022 – M3lo
- 2022 – Si j'savais
- 2022 – Coucher de soleil
- 2022 – Atasanté (feat. Hamza)
- 2022 – Gasolina (feat. Rsko)
- 2022 – Mode AV (feat. Niska e Gazo)
- 2022 – Roro (feat. SDM)
- 2022 – Fleurs (con Gazo)
- 2022 – Mayday
- 2022 – Mise en grande
- 2022 – Sans nouvelle
- 2023 – Meridian & Special (con Dave)
- 2023 – A.V.S.D. (con Gazo)
- 2023 – Ambitions (con Gazo)
- 2024 – Notre Dame (con Gazo feat. Angèle)
- 2024 – T.I.A - A Colors Show
- 2024 – Manon B (con Ryflo e Oskoow)
- 2024 – Formidable
- 2024 – No Limit (feat. KLN)